# Beverly Garland
Beverly Lucy Garland (ur. 17 października 1926, zm. 5 grudnia 2008) – amerykańska aktorka filmowa i telewizyjna.

## Filmografia

### Seriale
- 1949: The Lone Ranger jako Laura Lawson
- 1954: Studio 57
- 1964: The Bing Crosby Show jako Ellie Collins
- 1976: Aniołki Charliego jako Pat Justice
- 1993: Nowe przygody Supermana jako Ellen Lane
- 2001: Obrońca(inne języki) jako Kupująca

### Filmy
- 1950: A Life of Her Own jako Dziewczyna na przyjęciu
- 1954: Bitter Creek jako Gail Bonner
- 1957: Nie z tej ziemi jako Pielęgniarka Nadine Story
- 1979: Boogie na wrotkach jako Lillian Barkley
- 1990: Najstarsza druhna świata jako Matka Brendy
- 2003: If jako Katherine

## Wyróżnienia
- Posiada swoją gwiazdę na Hollywoodzkiej Alei Gwiazd.